# Nobody But You
Nobody But You (englisch Niemand außer dir) ist ein englischsprachiger Popsong des österreichischen Sängers Cesár Sampson. Mit dem Beitrag vertrat Sampson Österreich beim Eurovision Song Contest 2018 in Lissabon. Dort belegte er in der Gesamtwertung den dritten Platz.

## Entstehung und Veröffentlichung
Gemeinsam mit Sebastian Arman begann Sampson den Song zu komponieren, bis eine erste Fassung des Songs stand. Im Laufe des weiteren Prozesses schlossen sich Joacim Persson, Borislav Milanow und Johan Alkenäs dem Komponistenduo an. Der Song wurde im Rahmen der Radiosendung Ö3-Wecker am 9. März 2018 der Öffentlichkeit vorgestellt. Der Presse wurde der Song am Vortag präsentiert. Sampson bezeichnete den Inhalt des Songs als Widerspiegelung seiner Seele und seiner Story.

## Inhalt
Der Song gliedert sich in zwei Strophen, auf die jeweils ein Prechorus und der Refrain folgen. Nach dem Refrain nach der zweiten Strophe folgt eine Bridge, ehe der Song nach einer dritten Wiederholung des Refrains abschließt. Das Werk ist dem Genre R ’n’ B zuzuordnen.

## Beim Eurovision Song Contest

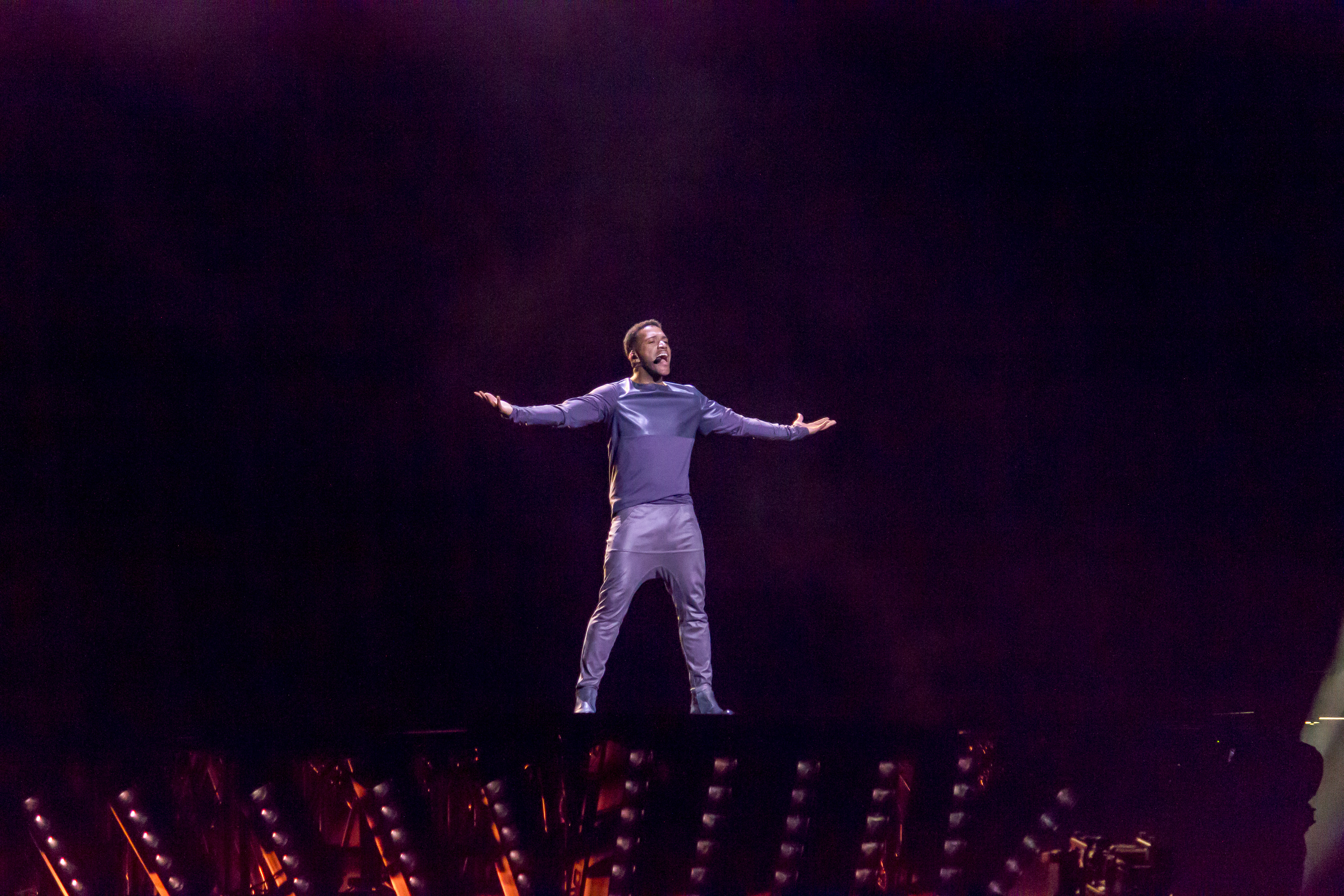
Sampson während einer Probe vor dem ersten Halbfinale in Lissabon

Österreich startete im ersten Halbfinale am 8. Mai 2018 in Lissabon, um sich für einen Platz im großen Finale am 12. Mai 2018 zu qualifizieren. Als Viertplatzierter in der Wertung qualifizierte sich Samson für das Finale. In diesem erhielt Österreich 342 Punkte, wodurch das Land am Ende den 3. Platz belegte. Die Jurywertung führte man mit 271 Punkten an.

## Musikvideo
Regie des Musikvideos führte Sergey Zhelezko, als Kameramann fungierte Petko Lungov. Milanow war als ausführender Produzent tätig, während Boris Tivchev vom Unternehmen Motiff für die Koloration zuständig war. Das Video wurde am selben Tag wie der Song veröffentlicht.

## Chartplatzierungen
| ChartsChartplatzierungen | Höchstplatzierung | Wochen |
| ------------------------ | ----------------- | ------ |
| Deutschland (GfK)        | 93 (1 Wo.)        | 1      |
| Österreich (Ö3)          | 1 (5 Wo.)         | 5      |
| Schweiz (IFPI)           | 45 (1 Wo.)        | 1      |